# Факај (Валча)
Факај (рум. Făcăi) насеље је у Румунији у округу Валча у општини Окнеле Мари. Oпштина се налази на надморској висини од 278 m.

## Становништво
Према подацима из 2002. године у насељу је живело 15 становника, од којих су сви румунске националности.